# Маликов, Виталий Владимирович
Маликов Виталий Владимирович (укр. Маліков Віталій Володимирович; род. 28 марта 1962 года, Харьков) — первый заместитель Председателя СБУ — руководитель Антитеррористического центра при СБУ c 23 июня 2015 года до 31 мая 2019 года. Генерал-полковник (29 августа 2016).

## Биография
Виталий Маликов родился в Харькове.
После окончания корабельного факультета Черноморского высшего военно-морского училища им. П. С. Нахимова лейтенант Маликов был направлен для прохождения службы в Ленинградскую военно-морскую базу на Балтику.
Стал самым молодым командиром корабля на дважды Краснознаменном Балтийском флоте.
С развалом Советского Союза написал рапорт об увольнении, и спустя несколько месяцев пошел на службу в милицию города Севастополя участковым инспектором.
После 12 лет службы полковник Маликов возвратился в Севастополь на должность начальника УМВД города.
2005 г — уволился из органов МВД и пошел на работу замдиректора Крымской республиканской дирекции «Райффайзенбанк-Аваль».
2010 г — депутат Севастопольского горсовета от Народной партии.
С 2014 г — заместитель руководителя Антитеррористического центра при СБУ.
23 июня 2015 года — Президент Украины Пётр Порошенко назначил Маликова новым руководителем Антитеррористического центра при СБУ.
1 ноября 2018 года включён в санкционный список России.
Указом Президента Украины от 6 июня 2019 № 352/2019 уволен с военной службы в запас Службы безопасности Украины в связи с проведением организационных мероприятий с правом ношения военной формы одежды.

## Личная жизнь
Женат три раза..Две дочери и два сына.